# Club Universitari Dertusa
El Club Universitari Dertusa va ser una entitat cultural i esportiva, fundada a Barcelona el mes de juliol de 1951, i presidida per Manuel Aguilar. No va ser, però, fins al 24 de febrer de 1955 que el llavors Govern Civil de Tarragona va registrar el Club com a entitat de ple dret i li va segellar el llibre de socis. Inicialment, el Club tenia com a objectiu principal la realització d'activitats esportives, però a partir del moment de la legalització es van incloure també entre els seus objectius les activitats d'àmbit cultural.
Entre l'any de la seva creació i el 1971, el local del Club estava ubicat a l'altell de l'antiga Fonda Siboni. A partir de l'any 1971 la seu del Club es va ubicat al Convent de Sant Joan, qua van comprar juntament amb altres entitats de la ciutat de Tortosa. Lligat al Club Universitari va formar-se el grup MACLA-65, integrat per joves artistes tortosins que, el 1966, van realitzar una exposició contra la Guerra del Vietnam, vinculant així l'art amb la reivindicació política.